# ویاچسلاو درکاچ
ویاچسلاو درکاچ (انگلیسی: Vyacheslav Derkach؛ زادهٔ ۲۳ ژوئن ۱۹۷۶) ورزشکار دوگانه اهل اوکراین است.

## زندگی
درکاچ در پریلوکی زاده شد. وی همچنین از ورزشکاران دوگانه در بازی‌های المپیک زمستانی ۱۹۹۸ تا ۲۰۱۰ بوده‌است.